# 26 mars dans les chemins de fer
26 février 26 avril
Chronologies thématiques
- Croisades
- Sports
- Disney

Cette page concerne les événements qui se sont déroulés un 26 mars dans les chemins de fer.

## Événements

### XXesiècle
- 1987. États-Unis : le Congrès des États-Unis cède, pour 1,9 milliard de dollars, les intérêts du gouvernement dans Conrail (Consolidated rail Corporation) à l'occasion de la plus importante offre publique de vente (à l'époque) jamais réalisée dans le pays.